# Marina de Van

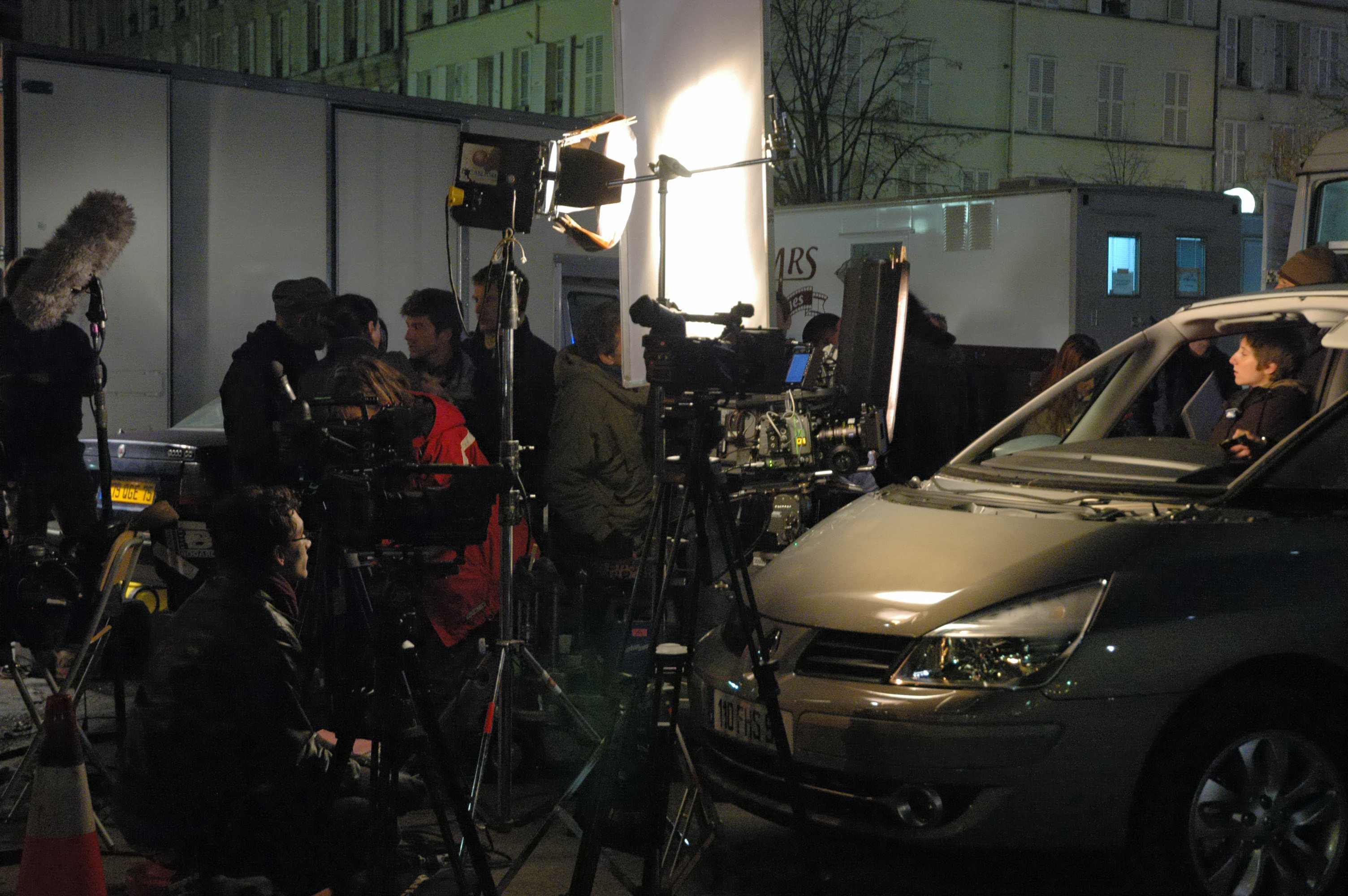
Riprese di Non ti voltare il 21 novembre 2007 a Bercy

Marina de Van (2 agosto 1971) è una regista, attrice e sceneggiatrice francese.

## Biografia
Ex allieva del Lycée Henri-IV di Parigi, consegue una laurea in filosofia presso la Sorbona. Successivamente si iscrive alla Fémis (Fondation européenne pour les métiers de l'image et du son), in cui si laurea nel 1997. Nel 1996 realizza il suo primo cortometraggio Biens sous tous rapports, seguito da Alias, in cui recita l'allora sconosciuto Gaspard Ulliel.
Attrice per François Ozon in Regarde la mer e Sitcom - La famiglia è simpatica (in cui recita accanto al fratello Adrien de Van), collabora con lui nella sceneggiatura di altri film, fra cui Sotto la sabbia e 8 donne e un mistero. Nel 2002 realizza il suo primo lungometraggio, Dans ma peau. Nel 2009 partecipa fuori concorso al Festival di Cannes con il film Non ti voltare, che vede la partecipazione di Sophie Marceau e Monica Bellucci.

## Filmografia parziale

### Regista
- Dans ma peau (2002)
- La Promenade - cortometraggio (2006)
- Non ti voltare (2009)
- Dark Touch (2012)
- My Nudity Means Nothing (2019)

### Attrice
- Regarde la mer, regia di François Ozon (1997)
- Sitcom - La famiglia è simpatica (Sitcom), regia di François Ozon (1998)